# Mystère sur la falaise

Mystère sur la falaise (titre original : The Chalk Garden) est un film américano-britannique réalisé par Ronald Neame, sorti en 1964.

## Synopsis
Les gouvernantes se succèdent chez l'étonnante Mrs St. Maugham. Jusqu'au jour où une certaine Madame Madrigal se présente au manoir. Dès lors, le quotidien des habitants va changer. Et les secrets profondément enfouis de chacun vont bientôt refaire surface.

## Fiche technique
- Titre : Mystère sur la falaise
- Titre original : The Chalk Garden
- Réalisation : Ronald Neame
- Scénario : John Michael Hayes d'après la pièce d'Enid Bagnold
- Production : Ross Hunter
- Musique : Malcolm Arnold
- Photographie : Arthur Ibbetson
- Costumes : Julie Harris
- Montage : Jack Harris
- Pays de production :  Royaume-Uni,   États-Unis
- Format : Couleurs - 1,85:1 - Mono
- Genre : Film dramatique
- Durée : 106 minutes
- Date de sortie : 1964

## Distribution
- Deborah Kerr : Miss Madrigal
- Hayley Mills : Laurel
- John Mills : Maitland
- Edith Evans : Mrs. St. Maugham
- Felix Aylmer : Juge McWhirrey
- Elizabeth Sellars : Olivia
- Lally Bowers : Anna
- Toke Townley : Shop Clerk
- Tonie MacMillan : Mrs. Williams

## Distinction
- 37e cérémonie des Oscars 1965 : Nomination à l'Oscar de la meilleure actrice dans un second rôle pour Edith Evans.